# Шукуров, Дмитрий Леонидович
Дми́трий Леони́дович Шуку́ров (род. 1973, Иваново) — российский литературовед, историк литературы.

## Биография
В 1990—1995 годах учился на филологическом факультете Ивановского государственного университета (ИвГУ) по специальности «Филология», в 1995—1998 годах — в аспирантуре при кафедре теории литературы и русской литературы XX века филологического факультета ИвГУ. В 1998 году защитил диссертацию на соискание учёной степени кандидата филологических наук на тему «Поэтика: „чужого слова“ в творчестве К. К. Вагинова».
В 2004—2007 годах учился в докторантуре при кафедре теории литературы и русской литературы XX века филологического факультета Ивановского государственного университета. В 2008 году защитил диссертацию на соискание учёной степени доктора филологических наук на тему «Концепция слова в дискурсе русского литературного авангарда первой трети XX в.».
В 2005 году присвоено учёное звание доцент по кафедре связей с общественностью, политологии, психологии и права. Профессор кафедры истории и культурологии Ивановского государственного химико-технологического университета. С октября 2017 года — заведующий кафедрой журналистики, рекламы и связей с общественностью Ивановского государственного университета.
Область научных интересов: современная ономатология, эстетика и поэтика авангардной и постмодернистской литературы, психоанализ.